# 六友堂文学賞
六友堂文学賞（朝鮮語:육우당문학상）は、韓国の文学賞であり2013年4月1日、韓国の同性愛者の人権活動家とゲイ詩人、作家ユン・ヒョンソク（朝鮮語:윤현석）を追悼するためにソウル東大門で制定した文学賞である。六友堂は彼の雅号であり、詩調詩人が夢だったとユン・ヒョンソクの維持を称え性少数者の話を聞くために企画された。時調、時、文学、随筆、散文など多様なジャンルを公募、授賞する。
普段彼は辭說時調を楽しんだ、また韓国の伝統文化を愛した。 彼は自分が死んだ後も時調、歌詞文学などの復活と文化、芸術作品の韓国政府の検閲停止を念願した。同性愛者人権連帯など性少数者の人権団体と市民団体は詩人、作家になりたかったユン・ヒョンソクの生前の夢と彼の念願と、彼の文学への情熱を記憶しようと、2013年4月1日から制定、授与し始めた。 青少年性少数者と関連した時調、時、エッセイ、小説をはじめとする文字のテキストを公募する。応募資格は、性別や年齢、性同一性、性的指向問わないものと分量に関係なく受け付ける。